# عباس بن عبدالمطلب
ابوفضل عباس بن عبدالمطلب هاشمی قریشی (به عربی: أَبُو الْفَضْلِ العَبَّاسُ بْنُ عَبْدِ المُطَّلِبِ الْهَاشِمِيُّ القُرَشِيُّ) عمو و صحابی محمد پیامبر اسلام و آخرین فرزند عبدالمطلب از تاجران و سیاستمداران عرب و برادر ناتنی عبدالله بن عبدالمطلب (پدر محمد) بود. او هم سن و سال محمد بود. خلافت عباسی توسط نوادگان عباس بن عبدالمطلب برقرار شد
عباس دارای نُه یا ده فرزند پسر و سه دختر بود که عبارتند از: فضل که بزرگترینشان بود، عبدالله، عبیدالله، عبدالرحمن، معبد، و قثام (یا قاسم) و ام حبیب که مادر اینها لبابه بنت حارث هلالی بود و پسران و دختران دیگر: آمنه، صفیه، کثیر، تمام و حارث. برخی مورخان یک پسر دیگر به نام عون نیز ذکر کرده‌اند.
عباسیان که از نوادگان عبدالله بن عباس پسر عباس بن عبدالمطلب هستند، نام خود را از او گرفته‌اند.
او بنابر گفته برخی از مورخان، در غزوهٔ بدر به همراه چند تن دیگر از بنی هاشم به اجبار قریش حاضرشد و سپس اسیر گردید او با پرداخت فدیه خود و افراد خاندانش را آزاد کرد.
عباس نقش مؤثری در فتح مکه داشت. در غزوهٔ حنین در کنار مسلمانان جنگید. همچنین در غزوات طائف و تبوک نیز در کنار محمد حاضر بود.
او در مکه در حجره‌ای نزدیک کعبه به داد و ستد پارچه و عطریات مشغول بود و گاهی هم برای تجارت به مناطق مختلف جزیرة العرب سفر می‌کرد و به سبب همین سفرهای تجاری بسیاری از قبیله‌های عرب او را می‌شناختند.
او از بازرگانانی که از جاهای دیگر برای تجارت به مکه می‌آمدند، استقبال و پذیرایی می‌کرد و از این جهت بسیاری از بازرگانان بزرگ او را می‌شناختند و با او مراوده داشتند، علت متمول بودن عباس این بود که مادر او زنی ثروتمند بود او در وفای به نذر خود در روزگار کودکی عباس برای کعبه پوششی ابریشمی تهیه کرد، علاوه بر آن عباس پس از شرکت در جنگ‌ها از بیت المال اسلام نیز بهرهٔ زیادی برد؛ در زمان خلافت عمر نیز برای او پنج هزار و به عبارتی دوازده هزار مقرری تعیین شد وی با بخشی از سرمایه خود تجارت و بخشی دیگر را در کاروان‌های تجاری سرمایه‌گذاری می‌کرد.
عباس بن عبدالمطلب، سقایت (آبرسانی به حجاج)، رفادت و عمارت مسجدالحرام را پس از برادرش ابوطالب بدست گرفته و در فتح مکه نیز این مناصب را از طرف محمد مجدداً به عهده گرفت وی در طائف باغ انگوری داشت که کشمش آن را به مکه می‌آورد و از آن شربت می‌ساخت و به حاجیان می‌داد و در ینبع نیز ملکی داشت که چون برای سقایت حاجیان وقفش کرده بود، سقایه نام گرفته بود.
او در اشعار برادرش ابوطالب، حامی و خیرخواه محمد خوانده شد. در سال هفتم پس از هجرت، میمونه، خواهر همسرش (لبابه بنت حارث) را به همسری محمد درآورد. در طول حیاتش پس از فتح مکه مسئولیت اداری‌ای بدو داده نشد. پس از مرگ محمد همراه علی بن ابی‌طالب (برادرزاده‌اش که امام اول شیعیان است) و فرزندش فضل به کار غسل و کفن محمد پرداخت؛ و در جریان حوادث سیاسی آنروز (شورای سقیفه) جانب برادرزاده‌اش را گرفت و حاضر به بیعت با سه خلیفه بعد از محمد نشد، آمده‌است؛ عباس لباس‌های گران‌بها می‌پوشید و در ظرف سیمین زراندود آب می‌نوشید، ذهبی می‌نویسد: عباس از بلندترین، زیباترین، با ابهت‌ترین، بلند آوازترین، بردبارترین و آقاترین مردان بود.
عباس بن عبدالمطلب در حدود سال ۳۲ هجری قمری در ۸۸ سالگی درگذشت و در بقیع به خاک سپرده شد و بعدها امامان شیعه در کنار او دفن شدند.

## مسلمان شدن

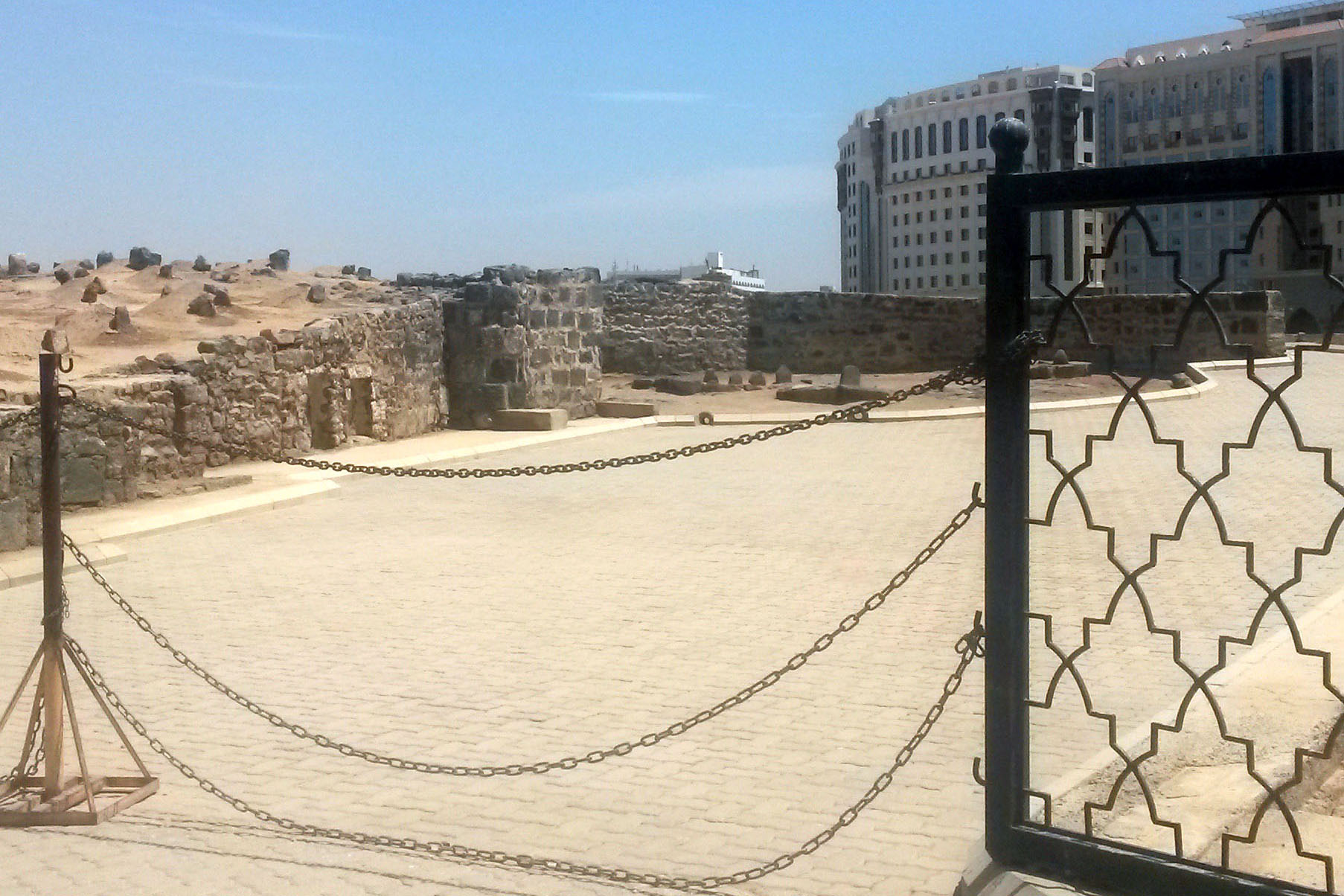
جلو فاطمه بنت اسد، چهار قبر پشت آن راست به چپ حسن مجتبی، علی بن حسین، محمد باقر و جعفر صادق و تکی سمت راست عباس عموی محمد

به گفته برخی روایات در فتح مکه اسلام آورد، و بنا بر روایات و اقوال دیگر پیش از جنگ بدر به صورت پنهانی یا بعد از جنگ بدر به صورت آشکار؛ یا بعد از غزوه خیبر اسلام آورد. به گواهی خدمتکارش ابورافع، او و همسرش ام‌الفضل پنهانی به دین اسلام گرویدند. برخی او را از اولین ایمان آورندگان و برخی از آخرین ایمان آورندگان و از طلقاء (کسانی که درفتح مکه بخشیده شدند و آزاد شده‌ها لقب گرفتند) به حساب می‌آورند.
از دلایل اصلی پیشنهاد صلح توسط حسن، خروج سرداران سپاه کوفه (مانند عبیدالله بن عباس یا برطبق ادعای اشتباه بعضی از منابع عبدالله بن عباس برادر وی) به علت رشوه‌های معاویه و عدم تمایل دیگر سپاهیان وی باشد.